# 矢筈ヶ山
矢筈ヶ山（やはずがせん）は、鳥取県西伯郡大山町と東伯郡琴浦町との境にある大山山系に属する山の一つである。標高1,358.4m。

## 概要
- 大山主峰の北東方向へと伸びる稜線上にある。山の形が弓矢の弦を受ける矢筈に似ているためこの名がある。高い方のピークを大矢筈、低い方のピークを小矢筈と呼んでいる。
- 北方に位置する甲ヶ山・勝田ヶ山・船上山とともに、古期大山火山の溶岩流によって形成されたと考えられている。古期大山火山の活動によって生じたカルデラの外輪山であるという説もある。